# Аппарат государственного министра Грузии по вопросам европейской и евроатлантической интеграции
Аппарат государственного министра Грузии по вопросам европейской и евроатлантической интеграции отвечает за координацию и мониторинг деятельности, осуществляемой на пути к интеграции Грузии с ЕС и НАТО.

## История
Министерство было создано 17 февраля 2004 года после вступления Грузии в Европейскую политику соседства (ЕПС) 14 июня 2004 года с целью обеспечения надлежащей координации деятельности и мер, принимаемых государственными структурами государств-членов в процессе европейской интеграции и большей реализации партнерства и сотрудничества с Программой ЕС в Грузии. По состоянию на 26 апреля 2006 год государственный министр по вопросам евроинтеграции и евроатлантического принял на себя также обязанности вице-премьера Грузии. 

## Организация
Основными функциями министерства являются координация деятельности, связанной с интеграцией в НАТО, которая включает разработку и координацию реализации Годовой национальной программы, сотрудничество с НАТО в рамках Грузии и с Комиссией НАТО; информирование государств-членов НАТО на события, происходящие в Грузии, содействие НАТО, деятельность информационного центра. В мероприятия, связанные с интеграцией с ЕС, входят координация и мониторинг реализации плана действий Европейской политики соседства;. сотрудничество в рамках Восточной инициативы ЕС о партнерстве и координации программ помощи ЕС.